# Ungfinska partiet
Ungfinska partiet var et politisk parti i Finland. Partiet blev grundlagt i 1894, i starten som en fraktion i det Finska Partiet. Partiet stillede op som selvstændigt parti ved parlamentsvalget i 1907.
Grunden til partidannelsen var frem for alt, at man ikke kunne lide den eftergivende holdning overfor Sankt Petersborg, som de såkaldte gammelfinner udviste i Finska partiet. Ungfinnerne ville modarbejde russificeringsforsøgene ved at holde fast i loven og de grundlæggende rettigheder. Man arbejdede frem for alt gennem passiv modstand.
Blandt dem som tilhørte Ungfinska partiet og repræsenterede det i senatet (regeringen) kan nævnes Kaarlo Juho Ståhlberg og Pehr Evind Svinhufvud, som begge senere blev finske præsidenter.
Partiet blev splittet i 1918, hvor den politiske dagsorden på grund af Finlands selvstændighed blev ændret. Det vigtigste stridsspørgsmål drejede sig om Finlands statsform, hvor Svinhufvud tilhørte monarkisterne mens Ståhlberg var republikaner. Partiets venstrefløj sluttede sig til Fremskridtspartiet mens højrefløjet blev en del af Samlingspartiet.
Langt senere i 1994 dannedes et nyt parti i Finland som kaldtes Ungfinnarna.